# Therobia maculipennis
Therobia maculipennis är en tvåvingeart som först beskrevs av Villeneuve 1914.  Therobia maculipennis ingår i släktet Therobia och familjen parasitflugor. Inga underarter finns listade i Catalogue of Life.